# Riggs Peak
Riggs Peak är en bergstopp i Antarktis. Den ligger i Sydshetlandsöarna. Argentina, Chile och Storbritannien gör anspråk på området. Toppen på Riggs Peak är 1 170 meter över havet. Riggs Peak ingår i Imeon Range.
Terrängen runt Riggs Peak är huvudsakligen bergig, men åt sydost är den kuperad. Havet är nära Riggs Peak åt sydväst. Trakten är obefolkad. Det finns inga samhällen i närheten. 